# John Gillies (squash)
Pour les articles homonymes, voir John Gillies et Gillies.
John Gillies, né en 1912 et mort en 1993, est un joueur de squash représentant la Nouvelle-Zélande. Il est champion de Nouvelle-Zélande à trois reprises consécutives de 1950 à 1952.

## Biographie
John Gillies est un Anglais, arrivé en Nouvelle-Zélande en 1949 après une longue et brillante carrière de squash au cours de laquelle il joue au niveau international pendant plus d'une décennie et atteint la finale du British Amateur. Bien qu'il ait souffert de problèmes de santé après avoir passé du temps dans un camp de prisonniers de guerre pendant la Seconde Guerre mondiale, et qu'il  approche les 40 ans lorsqu'il rejoint la Nouvelle-Zélande, il est le meilleur joueur vu dans ce pays jusqu'à cette époque et s'impose trois fois consécutivement lors des Championnats de Nouvelle-Zélande.

## Palmarès

### Titres
- Championnats de Nouvelle-Zélande : 3 titres (1950, 1951, 1952)